# Laguna Antofagasta
La laguna Antofagasta es una laguna que se encuentra en vecindades de la localidad de Antofagasta de la sierra en la provincia de Catamarca, Argentina.
La laguna se encuentra al pie de los volcanes Antofagasta y La Alumbrera. En la laguna habitan diversas especies de aves entre las que se distinguen flamencos rosados y chorlitos puneños. Entre esta laguna y el volcán La Alumbrera, se encuentra un pucará, llamado Pucará de La Alumbrera, rodeado de una extensa muralla de 2 km de largo. El pucará contiene una variedad de edificaciones preincaicas e incaicas.